# Liste der Monuments historiques in Morigny-Champigny
Die Liste der Monuments historiques in Morigny-Champigny führt die Monuments historiques in der französischen Gemeinde Morigny-Champigny auf.

## Liste der Bauwerke
| Bezeichnung                    | Beschreibung | Standort           | Kennzeichnung | Schutzstatus                  | Datum          | Bild |
| ------------------------------ | ------------ | ------------------ | ------------- | ----------------------------- | -------------- | ---- |
| Abteikirche Ste-Trinité        |              | (Lage)             | PA00087976    | Classé                        | 1862           |      |
| Schloss Brunehaut              |              | (Lage)             | PA00088056    | Inscrit                       | 1991           |      |
| Schloss Jeurre                 |              | (Lage)             | PA00087974    | Classé Inscrit Classé Inscrit | 1957 1973 1980 |      |
| Schloss Morigny                |              | (Lage)             | PA00087975    | Inscrit                       | 1965           |      |
| Polissoir de la Petite-Garenne |              | Villemartin (Lage) | PA00087977    | Classé                        | 1902           |      |
| Brücke und Aquadukt            |              | (Lage)             | PA00088053    | Inscrit                       | 1990           |      |

## Liste der Objekte
- Monuments historiques (Objekte) in Morigny-Champigny der Base Palissy des französischen Kultusministeriums